# Oribatula levigata
Oribatula levigata är en kvalsterart som först beskrevs av Wen och Bu 1988.  Oribatula levigata ingår i släktet Oribatula och familjen Oribatulidae. Inga underarter finns listade i Catalogue of Life.